# زاویه عابدیه
زاویه عابدیه (به عربی: الزاویة العابدیة) یک شهرداری در الجزایر است که در ناحیه تقرت واقع شده‌است. زاویه عابدیه ۱۹٬۹۹۳ نفر جمعیت دارد و ۶۶ متر بالاتر از سطح دریا واقع شده‌است.